# Бурда Борис Оскарович
Бори́с Оска́рович Бурда́ (нар. 25 березня 1950, Одеса, УРСР) — український журналіст єврейського походження, телеведучий, письменник, бард, гравець інтелектуальних телешоу («Що? Де? Коли?», «Брейн-ринг»).

## Біографія
Народився в Одесі 25 березня 1950 року. Родина походила з Бурдівки і Кодими; дід Бориса Бурди після Громадянської війни оселився в Одесі, пізніше загинув на фронті; інший дід був бухгалтером. У дитинстві жив у військовому містечку під Баку. Батько був військовим, мати — лікарем-педіатром. В 4 роки Борис навчився читати. Вихованням Бориса займалася бабуся по материнській лінії, яка народилася в Петербурзі.
Закінчив із золотою медаллю Одеську школу № 116, його однокласником був гросмейстер Семен Палатник. Навчався в Одеському політехнічному інституті на теплоенергетичному факультеті за спеціальністю «Автоматизація тепло- і електроенергетичних процесів». На початку 1970-х років грав в одеській команді КВК. Закінчив інститут з червоним дипломом і отримав кваліфікацію «інженер-теплоенергетик по автоматизації».
Перша його дружина-поетеса не вміла готувати, тому він сам добре готує.
Захоплення кулінарією стало професійним, в Україні з 1997 по 2006 рік Борис Бурда був ведучим популярного кулінарного шоу «Смачно з Борисом Бурдою», в Росії вів кулінарну рубрику в журналі «Собеседник».
Також в Росії він вів передачі «Світ в тарілці» (ТВЦ, 2000) і «Країна порад» (НТВ, 2003—2004).
З 2019 року веде рубрику "КОРІННЯ І КРИЛА" у журналі Huxley. У своїх статтях у рамках цієї рубрики Борис Бурда розповідає про українців, які прославилися за кордоном, але практично не відомі на батьківщині.
Є бардом, захоплюється авторською піснею. Грає на шестиструнній гітарі та фортепіано. Любить грати в бадмінтон. За власним визнанням в телегрі «Погоня», в молодості був активним футбольним уболівальником, вболівав за «Чорноморець» і навіть купував абонемент на матчі команди в Одесі. Особисто спостерігав за тим, як клуб завоював бронзові медалі Чемпіонату СРСР в 1974 році.

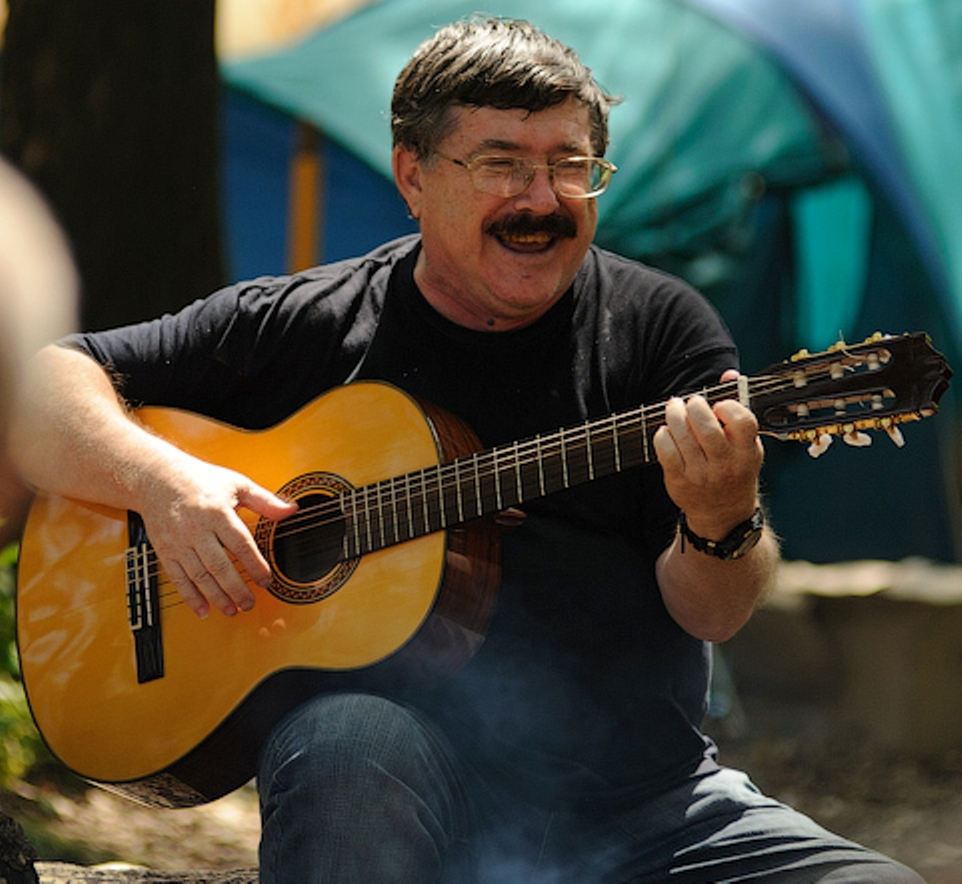
Борис Бурда на фестивалі авторської пісні «Платформа»

### Участь в інтелектуальних іграх

#### «Своя гра»
З 1994 редактор і гравець «Своєї гри», перемігши в п'яти іграх поспіль, виграв автомобіль. На шляху до перемоги він обіграв також першого чемпіона гри Олексія Тугарева. У гру повернувся потім тільки в 2001 році. Здобувши 3 приголомшливі перемоги над суперниками, він вже в четвертій грі програв не найсильнішому супернику Владиславу Дронову. У 2003 році взяв участь в новому кубку виклику, але зумів виграти тільки 2 гри, а отримавши можливість зіграти в турі реваншу, поступився іншому метру, Анатолію Белкіну. З тих пір зіграв по одному разу в 2004, 2009 і 2014 роках, але жодної перемоги більше не здобув.

#### «Що? Де? Коли?»
У Клубі «Що? Де? Коли?» з 1990 року по 2010 рік включно. У першій своїй грі в команді міста Одеси Бурда відразу ж став ключовим гравцем. Однак команда міста Одеси, в якій крім Бурди грав інший відомий метр інтелектуальних ігор Анатолій Вассерман, програла телеглядачам з першої ж спроби, і Борис Оскарович був позбавлений членства в клубі. До 1995 року в клубі не грав, але один раз зіграв зі знавцями як телеглядач, поставивши своє питання в листі. У 1995 році після загальної амністії повернувся і став завсідником клубу. Триразовий володар «Кришталевої сови» (1998, 2000 і 2008 роки) і володар «Діамантової сови» (приз найкращому гравцеві за результатами 2007 року). Сім разів визнавався найкращим гравцем команди Андрія Козлова за результатами голосування телеглядачів (в березні 2004 року, в грудні 2005, 1 грудня 2007 року, 30 грудня 2007 року, 4 жовтня 2008 року, в квітні 2009 року та 4 жовтня того ж року). У 1998 році також був володарем «Золотої фішки», призу, який отримував найкращий гравець року. На початку своєї кар'єри в Клубі «Що? Де? Коли?» отримав прізвиська «людина-комп'ютер» і «містер-енциклопедія».
Борис Бурда входить в десятку найпродуктивніших авторів запитань для тренувань і турнірів зі спортивного варіанту гри «Що? Де? Коли?». На його рахунку майже дві з половиною тисячі питань. Також вважався найстаршим гравцем Клубу «Що? Де? Коли?».

#### «Погоня»
З 2012 року брав участь в грі «Погоня» в якості «майстра» (є одним з чотирьох членів «команди майстрів»).

#### «Хто хоче стати мільйонером?»
2 жовтня 2004 року взяв участь в одній зі святкових передач «Хто хоче стати мільйонером», але виграв лише 1000 рублів, програвши на 10-му питанні.
9 грудня 2012 року брав участь в інтелектуальній грі «Хто хоче стати мільйонером», але пішов ні з чим.

#### Брейн-ринг
У брейн-ринг в складі одеської команди виступав ще з кінця 80-х років. У складі команди неодноразово ставав чемпіоном і віце-чемпіоном спочатку СРСР, а пізніше єдиного брейн-рингу в СНД.

#### «Найрозумніший»
Взяв участь у спецпроєкті гри «Найрозумніший» — «Найрозумніший знавець» (трансляція 16 лютого 2008 року, канал СТС), в якому брали участь гравці програми "Що? Де? Коли?". Покинув гру після першого раунду, не пройшовши до півфіналу.

## Особисте життя
Борис Бурда перебуває у другому шлюбі і має двох синів:
- старший син — Бурда Владислав Борисович[7], від першого шлюбу з Верніковою Белою Львівною[17], є засновником і президентом торгового холдингу RedHead Family Corporation, до складу якого, в тому числі, входить торгова мережа магазинів товарів для дітей «Антошка»
- молодший — Георгій Бурда, закінчив університет в Боулдері, в Колорадо, працює у США програмістом[18][19].

і двох онуків: Дмитра (нар. в березні 1994) і Тимофія.